# Bec de tisora
Els bec de tisora formen el gènere Rynchops, són ocells semblants als xatrac de la família dels làrids. El gènere comprèn tres espècies que es troben al sud d'Àsia, Àfrica i Amèrica.

## Descripció
Les tres espècies són el únics ocells amb les mandíbules de diferent mida, on la mandíbula inferior és més llarga que la superior. Aquesta notable adaptació els permet pescar d'una manera única, volant baix i ràpid sobre els rierols. La mandíbula inferior frega sobre la superfície de l'aigua, llesta per tancar-la quan hi cau qualsevol peix petit que és incapaç de lliurar-se'n. HI ha qui inclou els becs de tisora dins de la família Laridae, però separats en altres tractaments que els consideren com un grup germà dels xatracs. El bec de tisora americà té una adaptació addicional i és l'única espècie d'ocell coneguda que té les pupil·les en forma de solc. El front, els extrems de les plomes secundàries, les de la cua i les parts inferiors són blanques, la resta del plomatge és negre i la meitat basal del bec és carmesí. Els becs són dins del seu camp de visió binocular, que els permet posicionar acuradament el bec i capturar les preses. Són àgils en vol i es reuneixen en grans estols al llarg dels rius i bancs de sorra costaners.
Són espècies tropicals i subtropicals que ponen 3-6 ous a la sorra de la platja. La femella incuba els ous. A causa de l'hàbitat de nidificació restringit de l'espècie, les tres espècies són vulnerables a pertorbacions en els llocs de nidificació. Per això, el bec de tisora asiàtic és considerat vulnerable per la UICN així com per la destrucció i degradació dels llacs i rius que utilitza per alimentar-se.

## Taxonomia
El gènere Rynchops va ser introduït el 1758 pel naturalista suec Carl Linnaeus a la desena edició de la seva obra Systema Naturae. El nom del gènere Rynchops prové del grec antic «ῥυνχος/rhunkhos» que significa “bec” i «κοπτω/koptō» que significa “tallar”. L'espècie tipus és el bec de tisora americà (Rynchops niger).
Igual que en edicions posteriors de les obres de Linné, l'ortografia correcta de les paraules gregues «ῥύνχος» i «ὤψ» que en conjunt significa “cara de bec”) hauria de ser rhynchops i així és com s'adopta sovint. No obstant això, rynchops és com va ser publicat primer per Linné i continua sent més utilitzat. De la mateixa manera, el gènere de les paraules gregues i romanes és femení i el gènere va ser tractat originalment com a tal (R. nigra) però Rynchops ara es tracta normalment com un substantiu masculí (R. niger).
Són una família del subordre Lari, a l'ordre dels caradriformes. En la classificació de Sibley-Ahlquist la família Rynchopidae és considerada la subfamília dels rincopins (Rynchopinae) dins la família dels làrids (Laridae).
S'ha descrit un gènere i tres espècies:
- bec de tisora africà (Rynchops flavirostris).
- bec de tisora americà (Rynchops niger).
- bec de tisora asiàtic (Rynchops albicollis).